# Жанібецький сільський округ
Жанібе́цький сільський округ (каз. Жәнібек ауылдық округі, рос. Жанибекский сельский округ) — адміністративна одиниця у складі Жанібецького району Західноказахстанської області Казахстану. Адміністративний центр та єдиний населений пункт — село Жанібек.
Населення — 7586 осіб (2021; 7460 у 2009, 7580 у 1999, 8121 у 1989).
Станом на 1989 рік існувала Джанибецька селищна рада (смт Джанибек).